# دان لي
دان لي هو رسام رسوم متحركة كندي، ولد في 19 مايو 1969 في مونتريال في كندا، وتوفي في 15 يناير 2005 في بيركيلي في الولايات المتحدة بسبب سرطان الرئة.

## وصلات خارجية
- دان لي على موقع IMDb (الإنجليزية)